# Kościół św. Józefa Oblubieńca Najświętszej Maryi Panny w Mieszewie
Kościół św. Józefa Oblubieńca Najświętszej Maryi Panny w Mieszewie – katolicki kościół parafialny zlokalizowany we wsi Mieszewo w gminie Węgorzyno, w powiecie łobeskim (województwo zachodniopomorskie).

## Historia i architektura
XV-wieczna, gotycka bryła kościoła została wzniesiona z kamieni narzutowych. Rozplanowana została na rzucie prostokąta. Otwory okienne i portal zakończone są łukami ostrymi. W XIX wieku od strony zachodniej została dobudowana czterokondygnacyjna wieża na planie kwadratu, nakryta ośmiobocznym hełmem. W ścianach wieży umieszczone są ostrołukowe okna i oculusy. Zawieszone są na niej dwa dzwony, z 1865 i 1895 roku.
Wnętrze kościoła nakrywa drewniany, belkowany strop. Nad wejściem znajduje się empora chórowa z 1623 roku. W posadzce zachowała się XVIII-wieczna płyta nagrobna. Przy kościele znajduje się cmentarz poległych w I wojnie światowej z pomnikiem poświęconym dawnym właścicielom Mieszewa, rodzinie von Dewitz.
Po II wojnie światowej został konsekrowany jako świątynia katolicka w dniu 19 marca 1946 roku. Od 1985 roku pełni funkcję kościoła parafialnego.